# Toro Inoue
Pour les articles homonymes, voir Toro.

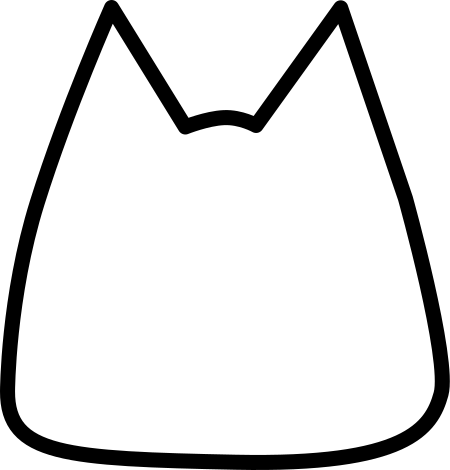
Représentation simplifiée de Toro Inoue

Toro Inoue (トロ Toro 井上 Inoue) est un petit chat blanc, héros de la série vidéoludique Dokodemo Issho.

## Personnage
Toro est un chat humanoïde très stylisé avec un corps rectangulaire, une tête trapézoïdale avec des joues roses et des oreilles triangulaires, une courte queue, et des pattes en bâtonnets. Il n'a pas de nez ni de vibrisses visibles. Son visage est très expressif, et son design est mignon et minimaliste. Il est gentil et amical, et est facilement déstabilisé, son rêve est de devenir humain, c'est pourquoi il cherche à les imiter autant que possible, notamment en marchant sur ses pattes arrière. Son anniversaire est le 6 mai. Il répète souvent "Nha", surtout à la fin de ses phrases. Il aime beaucoup la nourriture, en particulier les sushis au toro et le mochi.

## Apparitions
Il apparaît dans le premier Dokodemo Issho sorti sur PS1 en 1999 uniquement au Japon. Sa popularité sera telle qu'il deviendra la mascotte nipponne de Sony Interactive Entertainment et que de nombreuses suites sortiront sur PSP, PS2, et la plupart des autres consoles de Sony, Il fera aussi des caméos dans de nombreux autres séries de jeux comme Project Diva ou Disgaea. Il reste malgré tout quasiment inconnu hors du Japon.

## Compagnons
Toro a pour voisin et ami un autre chat, noir, appelé Kuro qui l'accompagne parfois dans ses pérégrinations. Il a également d'autres amis tels que Ricky la grenouille, R-Suzuki le robot, Sora le chat blanc et bleu  Pierre Yamamoto le chien ou Jun Mihara le lapin. Toro et ses amis sont des Pokepi (Raccourci de ポケット・ピープル poketto pīpuru "peuple de poche").
Il y a aussi Kuro, le chat noir rival de Toro qui aimerait prendre sa place

## Site officiel
- (ja) https://www.playstation.com/ja-jp/games/dokodemoissyo/